# دیوید بنتلی
دیوید بنتلی (به انگلیسی: David Bentley) متولد ۲۷ اوت ۱۹۸۴ در انگلستان است
او تاکنون در تیمهای آرسنال، نورویچ سیتی،بلکبرن راورز، تاتنهام هاتسپر، بیرمنگام سیتی ، وستهام یونایتد بازی کرده‌است